# Llista de topònims del Barcarès
Llista de topònims (noms propis de lloc) del Barcarès (Rosselló).
Informació actualitzada per un bot. Els canvis manuals es perdran quan s'actualitzi!

## església
| imatge | Nom                                  | Ubicat a    | instància de | Detalls | coordenades                                                            | Protecció | Commons (més fotos)                                  | Dades a WD                    |
| ------ | ------------------------------------ | ----------- | ------------ | ------- | ---------------------------------------------------------------------- | --------- | ---------------------------------------------------- | ----------------------------- |
|        | Nostra Senyora de Tots els Horitzons | el Barcarès | església     |         | 42° 49′ 31″ N, 3° 02′ 15″ E / 42.8251944444°N,3.03744444444°E 2.4 msnm |           | Chapelle Notre-Dame-de-tous-les-Horizons du Barcarès | Modifica les dades a Wikidata |
|        | Santa Maria del Barcarès             | el Barcarès | església     |         | 42° 47′ 15″ N, 3° 02′ 12″ E / 42.7874166667°N,3.03666666667°E 2.2 msnm |           | Église Notre-Dame-de-l'Assomption du Barcarès        | Modifica les dades a Wikidata |

## illa
| imatge | Nom           | Ubicat a    | instància de | Detalls | coordenades                                                       | Protecció | Commons (més fotos) | Dades a WD                    |
| ------ | ------------- | ----------- | ------------ | ------- | ----------------------------------------------------------------- | --------- | ------------------- | ----------------------------- |
|        | el Dos Gros   | el Barcarès | illa         |         | 42° 50′ 00″ N, 3° 01′ 00″ E / 42.833333333333°N,3.0166666666667°E |           |                     | Modifica les dades a Wikidata |
|        | els Dos Petit | el Barcarès | illa         |         | 42° 49′ 00″ N, 3° 01′ 00″ E / 42.816666666667°N,3.0166666666667°E |           |                     | Modifica les dades a Wikidata |

## instal·lació esportiva
| imatge | Nom                  | Ubicat a    | instància de           | Detalls | coordenades                                                                                             | Protecció | Commons (més fotos) | Dades a WD                    |
| ------ | -------------------- | ----------- | ---------------------- | ------- | --- | --------- | ------------------- | ----------------------------- |
|        | grau de Sant Àngel   | el Barcarès | instal·lació esportiva |         | 42° 47′ 53″ N, 3° 02′ 16″ E / 42.79792°N,3.03774°E fr:PORT DE PLAISANCE SAINT ANGE 66420 Le Barcarès    |           |                     | Modifica les dades a Wikidata |
|        | port de la Península | el Barcarès | instal·lació esportiva | 2000    | 42° 48′ 49″ N, 3° 01′ 37″ E / 42.81372°N,3.02691°E fr:RUE DES CORBIERES LA PRESQU'ILE 66420 Le Barcarès |           |                     | Modifica les dades a Wikidata |

## Misc
| imatge | Nom                                         | Ubicat a                                                                               | instància de                                      | Detalls                                                  | coordenades                                                                                                | Protecció                      | Commons (més fotos)            | Dades a WD                    |
| ------ | ------------------------------------------- | -------------------------------------------------------------------------------------- | ------------------------------------------------- | -------------------------------------------------------- | --- | ------------------------------ | ------------------------------ | ----------------------------- |
|        | Aglí                                        | Pirineus Orientals                                                                     | riu                                               | Desemboca: mar Mediterrània Llarg: 81.7km Conca: 1055km² | 42° 46′ 45″ N, 3° 02′ 20″ E / 42.77916667°N,3.03888889°E 4 msnm                                            |                                | Agly                           | Modifica les dades a Wikidata |
|        | Cabana de pescador                          | el Barcarès                                                                            | cabana                                            |                                                          | 42° 47′ 46″ N, 3° 02′ 22″ E / 42.7962°N,3.03944°E fr:Coudalère                                             | monument històric inventariat  | Cabane de pêcheur de Coudalère | Modifica les dades a Wikidata |
|        | Le Barcarès                                 | el Barcarès                                                                            | estació de ferrocarril                            |                                                          | 42° 47′ 14″ N, 3° 02′ 06″ E / 42.787102°N,3.035117°E                                                       |                                |                                | Modifica les dades a Wikidata |
|        | avinguda de les Arts                        | el Barcarès                                                                            | via                                               |                                                          | 42° 49′ 44″ N, 3° 02′ 28″ E / 42.829°N,3.041°E                                                             | marca «Patrimoni del segle XX» |                                | Modifica les dades a Wikidata |
|        | camp del Barcarès                           | el Barcarès                                                                            | camp de concentració camp de concentració francès |                                                          | 42° 47′ 16″ N, 3° 02′ 12″ E / 42.787722°N,3.036556°E                                                       |                                |                                | Modifica les dades a Wikidata |
|        | casa de la vila del Barcarès                | el Barcarès                                                                            | instal·lació Ús: seu del govern local             |                                                          | 42° 47′ 22″ N, 3° 02′ 04″ E / 42.7893144263134°N,3.03449007476762°E fr:BD DU 14 JUILLET, 66420 LE BARCARES |                                | Town hall of Le Barcarès       | Modifica les dades a Wikidata |
|        | cementiri del Barcarès                      | el Barcarès                                                                            | cementiri                                         |                                                          | 42° 47′ 25″ N, 3° 02′ 00″ E / 42.7904°N,3.0334°E                                                           |                                |                                | Modifica les dades a Wikidata |
|        | desembocadura de l'Aglí                     | el Barcarès Torrelles de la Salanca                                                    | desembocadura                                     |                                                          | 42° 46′ 46″ N, 3° 02′ 15″ E / 42.77934°N,3.03738°E                                                         |                                |                                | Modifica les dades a Wikidata |
|        | estany de Salses                            | Salses Leucata                                                                         | llacuna                                           | Superfície: 54km²                                        | 42° 50′ 52″ N, 2° 59′ 47″ E / 42.847677777778°N,2.9963472222222°E 0 msnm                                   |                                | Étang de Leucate               | Modifica les dades a Wikidata |
|        | herbassars marins de cimodocees al Barcarès | el Barcarès                                                                            | zona ZNIEFF                                       |                                                          | |                                |                                | Modifica les dades a Wikidata |
|        | àrea protegida de l'estany de Salses        | Fitor Leucata el Barcarès Sant Hipòlit de la Salanca Sant Llorenç de la Salanca Salses | àrea protegida de França                          | 2017-06-30 Superfície: 76.37km²                          | 42° 51′ N, 3° 00′ E / 42.85°N,3°E 0 552 msnm                                                               | Espai Ramsar                   |                                | Modifica les dades a Wikidata |